# واكاياما (محافظة)
محافظة واكاياما (باليابانية: 和歌山県 واكاياما-كن) هي محافظة في اليابان تقع في شبه جزيرة كي في منطقة كانساي في جزيرة هونشو. عاصمتها هي مدينة واكاياما.

## توأمة
لواكاياما (محافظة) اتفاقيات توأمة مع كل من:
- شاندونغ (18 أبريل 1984 - )[5]
- البرانيس الشرقية (15 سبتمبر 1993 - )[5]
- فلوريدا (4 أكتوبر 1995 - )[5]
- ولاية سينالوا (20 مايو 1996 - )[5]
- جليقية (9 أكتوبر 1998 - )[5]

## أعلام
- تومويا ناكانيشي
- ماكي هانيدا
- كوهي كاتو
- كازويا مايدا
- ريوإيتشي فوكوشيغي